# Ryan Murphy (nuotatore)
Ryan Murphy (Jacksonville, 2 luglio 1995) è un nuotatore statunitense.

## Carriera
Specializzato nel dorso ha vinto una medaglia d'oro e una di bronzo ai Campionati mondiali di nuoto in vasca corta 2012 di Istanbul.
Ha fatto parte della spedizione statunitense ai Giochi olimpici estivi di Rio de Janeiro 2016, vincendo tre medaglie d'oro. L'8 agosto 2016 si è laureato campione olimpico nei 100 metri dorso, precedendo il cinese Xu Jiayu e il connazionale David Plummer. Nell'occasione, grazie al tempo di 51"97, ha stabilito anche nuovo record olimpico sulla distanza. Il 12 agosto ha vinto i 200 metri dorso con il tempo di 1'53"62, chiudendo davanti all'australiano Mitch Larkin e al russo Evgenij Rylov. Il giorno successivo ha vinto la staffetta 4x100 metri misti con Cody Miller, Michael Phelps e Nathan Adrian,, realizzando il primato mondiale dei 100 m dorso con 51"85, nella prima frazione della finale.
Dal 2019 rappresenta la squadra degli LA Current per l'International Swimming League.
Ha rappresentato gli Stati Uniti ai Giochi olimpici estivi di Tokyo 2020, dove ha vinto l'argento nei 200 metri dorso e il bronzo nei 100 metri dorso. Al termine delle gare, assieme al britannico Luke Greenbank, ha sollevato dubbi circa la regolarità della gara in cui avrebbero partecipato degli atleti dopati, appartenenti alla ROC (Comitato Olimpico Russo), che hanno potuto prendere parte alle gare, nonostante la squalifica doping di Stato inflitta alla Russia.
Alle Olimpiadi di Parigi del 2024 sale sul terzo gradino del podio nei 100 metri dorso, vince la staffetta 4x100 metri misti mista (in 3'37"43, nuovo record del mondo della specialità) e conclude in seconda piazza la staffetta 4x100 metri misti.

## Palmarès
- Giochi olimpici

Rio de Janeiro 2016: oro nei 100m dorso, nei 200m dorso e nella 4x100m misti.
Tokyo 2020: oro nella 4x100m misti, argento nei 200m dorso e bronzo nei 100m dorso.
Parigi 2024: oro nella 4x100m misti mista, argento nella 4x100m misti, bronzo nei 100m dorso.
- Mondiali

Kazan 2015: oro nella 4x100m misti e argento nella 4x100m misti mista.
Budapest 2017: oro nella 4x100m misti e nella 4x100m misti mista, argento nei 200m dorso e bronzo nei 100m dorso.
Gwangju 2019: argento nei 200m dorso, nella 4x100m misti e nella 4x100m misti mista.
Budapest 2022: oro nei 200m dorso e nella 4x100m misti mista, argento nei 100m dorso e nella 4x100m misti.
Fukuoka 2023: oro nei 100m dorso e nella 4x100m misti, argento nei 200m dorso e bronzo nella 4x100m misti mista.
- Mondiali in vasca corta

Istanbul 2012: oro nella 4x100m misti e bronzo nei 200m dorso.
Hangzhou 2018: oro nei 100m dorso, nella 4x100m misti e nella 4x50m misti mista, argento nei 50m dorso, nei 200m dorso e nella 4x50m misti.
Melbourne 2022: oro nei 50m dorso, nei 100m dorso, nei 200m dorso, nella 4x100m misti e nella 4x50m misti mista, argento nella 4x50m misti.
- Campionati panpacifici

Gold Coast 2014: bronzo nei 100m dorso.
Tokyo 2018: oro nei 100m dorso, nei 200m dorso e nella 4x100m misti.
- Giochi panamericani

Guadalajara 2011: bronzo nei 200m dorso.
- Mondiali giovanili

Lima 2011: bronzo nei 200m dorso.

## Primati personali
I suoi primati personali in vasca da 50 metri sono:
- 50 m dorso: 24"24 (2018)
- 100 m dorso: 51"85 (2016)
- 200 m dorso: 1'53"57 (2018)
- 100 m farfalla: 52"08 (2021)

I suoi primati personali in vasca da 25 metri sono:
- 50 m dorso: 22"53 (2021)
- 100 m dorso: 48"50 (2022)
- 200 m dorso: 1'47"34 (2018)

## Riconoscimenti
- American Swimmer of the Year: 2023